# Marchipont (Frankrijk)
Marchipont is een dorp in het Franse Noorderdepartement, gelegen in de gemeente Rombies-et-Marchipont. Het dorpje ligt op de Belgische grens. Het Franse en het gelijknamige Belgische deel waren elk ooit een gemeente.

## Geschiedenis
Op de Ferrariskaart uit de jaren 1770 staat het dorpje weergeven als Morchipont, nog grotendeels in de Oostenrijkse Nederlanden. Bij de vastlegging van de grenzen in 1779 werd Marchipont verdeeld tussen Frankrijk en de Oostenrijkse Nederlanden, toen de rivier Aunelle als grens werd gekozen. De kerk kwam in 1780 bij het bisdom Kamerijk. Op het eind van het ancien régime werd Marchipont een gemeente, maar deze werd in 1806 al opgeheven en met het dorp Rombies samengevoegd in de gemeente Rombies-et-Marchipont.
In 1942 werd de kerk onder het Belgische bisdom Doornik ingedeeld. Sinds 2002 wordt de parochie weer door het Franse bisdom Kamerijk bediend.

## Bezienswaardigheden
- De Église Saint-Nicolas